# Lócsakürtös
Lócsakürtös (szlovákul: Lovčica-Trubín) község Szlovákiában, a Besztercebányai kerületben, a Garamszentkereszti járásban. Garamkürtös és Kislócsa egyesítésével jött létre.

## Fekvése
Garamszentkereszttől 6 km-re, északnyugatra fekszik.

## Története

### Garamkürtös
Garamkürtöst 1253-ban a garamszentkereszti plébánia irataiban említik először, melyből kiderül, hogy a szentkereszti plébános a kürtösi templomban is misézett. Ebből az is kiderül, hogy a kürtösi templom nagyon régi. A mai templom 1487-ben már bizonyosan állt.
Vályi András szerint: „TRUBIN. Tót falu Bars Várm. földes Ura a’ Besztertze Bányai Püspökség, lakosai katolikusok; földgye jó, réttye bőven van, gyümöltsös, káposztás, és komlós kertyei is vagynak; legelője elég, fája is van."
Fényes Elek szerint: „Trubin, tót falu, Bars vmegyében, Sz. Kereszthez nyugotra 2 mfld, 624 kath. lak. Kath. paroch. templom. Sok szilva, komlófa. F. u. a beszterczei püspök. Ut. p. Selmecz."
Bars vármegye monográfiája szerint: „Garamkürtös, a garamszentkereszti járásban fekvő tót kisközség, 787 róm. kath. vallású lakossal. Hajdan érsekségi birtok, mely 1311-ben a Csák Máté által feldúlt községek között van említve. Akkoriban Kürt volt a neve, később azután már Trubin tót néven találjuk és a beszterczebányai püspök a földesura. 1544-ben itt tartott pihenőt csapatával Nyáry Ferencz kapitány, a mikor a törökök által szorongatott Balassa Menyhért felszabadítására Lévára indult. Kath. templomáról 1487-ben már mint régi egyházról van említés. Verancsics érsek 1572-ben szintén mint régit említi és mint ilyen szerepel Pázmány munkájában is. A templom, noha több izben rontottak rajta a javításokkal, gótikus részletekkel bír. Postája van a községnek, távirója és vasúti állomása Garamszentkereszt."
A trianoni diktátumig Bars vármegye Garamszentkereszti járásához tartozott.
A termelőszövetkezet 1950-ben alakult. A mai település 1971. július 9-én Garamkürtös és Kislócsa egyesítéséből jött létre.

### Kislócsa
Bars vármegye monográfiája szerint: „Kislócsa, garammenti tót és német kisközség, 619 túlnyomóan róm. kath. vallású, tót lakossal. Sorsa nagyjában összefügg Nagylócsa községével. 1487-ben Kisloka néven találjuk említve, később pedig Kis-Lovcsa alakban. Templom a községben nincsen. Postája Garamkürtös, távirója és vasúti állomása Garamszentkereszt."
A trianoni diktátumig Bars vármegye Garamszentkereszti járásához tartozott.
1971. július 9-én egyesítették Garamkürtössel.

## Népessége
| Év:            | 1994. | 2004.   | 2014.   | 2024.   |
| -------------- | ----- | ------- | ------- | ------- |
| Emberek száma: | 1478  | 1497    | 1610    | 1567    |
| Eltérés:       |       | +1,28 % | +7,54 % | -2,67 % |

| Év:            | 2023. | 2024.   |
| -------------- | ----- | ------- |
| Emberek száma: | 1571  | 1567    |
| Eltérés:       |       | -0,25 % |

1910-ben Garamkürtösnek 894, Kislócsának 705, túlnyomórészt szlovák anyanyelvű lakosa volt.
2001-ben 1469 lakosából 1451 szlovák volt.
2011-ben 1554 lakosából 1460 szlovák volt.

## Nevezetességei
- Garamkürtös Szent Mária Magdolna tiszteletére szentelt, római katolikus temploma 1487 előtt épült.
- Kislócsa kápolnája a 18. században készült.
- A Szentkereszt kápolna 1883-ban, a Szentháromság kápolna 1893-ban épült.
- A község területén két tó található, a kürtösi tó horgászásra alkalmas.
- 2001-ben motokrossz pálya létesült, ahol szlovák bajnoki futamokat rendeznek.

## Külső hivatkozások
- Hivatalos oldal
- Tourist-channel.sk
- Községinfó
- Lócsakürtös Szlovákia térképén
- A pálya a Szlovák Motokrossz Szövetség honlapján Archiválva 2007. szeptember 28-i dátummal a Wayback Machine-ben